# Мачах
Мачах (рос. Мачах) — село Верхоянського улусу, Республіки Саха Росії. Входить до складу Бабушкинського сільського поселення.
Населення — 108 осіб (2002 рік).
Село розташоване за 137 кілометрів від адміністративного центру улусу — міста Верхоянська.